# Dollon

Dollon este o comună în departamentul Sarthe, Franța. În 2009 avea o populație de 1,447 de locuitori.